# جسر سوغاي جوهر
جسر سوغاي جوهر (بالملايوية: جمبتن سوڠاي جوهر)‏ هو أطول جسر معلِّق على مستوًى واحد في ماليزيا، افتُتح عام 2011. وهو قائم على طريق سريع عبر نهر جوهر وعلى طريق سيناي ديسارو السريع في ولاية جوهور في ماليزيا، ومعلَّق بكابلات على مستوى واحد، ويربط ما بين بولاو جولينغ في مقاطعة جوهرو باهرو في الغرب ومنطقة تانجونغ بينيابونغ في مقاطعة كوتا تينغي في الشرق. وله أطول امتداد مركزي مقارنة بأي جسر نهري في ماليزيا، ويليه جسر باتانغ سادونغ في ولاية سراوق.

## التاريخ
بدأت عمليات بناء الجسر رسميًّا في عام 2005، وقاد البناء شركة طريق سيناي ديسارو السريع برهاد. وكان من المقرَّر الانتهاء منه في آخر عام 2008، إلا أنه افتتاحه أُجِّل عدَّة مرَّات، ليُفتتح في المرحلة الثانية من الطريق السريع في العاشر من يونيو (حَزيران) عام 2011.

## الخصائص
يبلغ طول الجسر 1,708 متر (1.7 كم)، مع امتداد رئيس يبلغ 500 متر (0.5 كم) عبر نهر جوهر. يبلغ ارتفاع البُرجَين الرئيسَن للجسر 143 متر.
يحتوي الطريق السريع على الجسر على مسارين في كل اتجاه، دون أي كتف (طريق خدمة) أو حارة توقف للطوارئ.